# Флорида Риџ (Флорида)
Флорида Риџ (енгл. Florida Ridge) насељено је место без административног статуса у америчкој савезној држави Флорида.

## Демографија
По попису из 2010. године број становника је 18.164, што је 2.947 (19,4%) становника више него 2000. године.
| Група             | 2000.          | 2010.          |
| Белци             | 12.592 (82,7%) | 12.845 (70,7%) |
| Афроамериканци    | 1.689 (11,1%)  | 2.838 (15,6%)  |
| Азијати           | 103 (0,7%)     | 224 (1,2%)     |
| Хиспаноамериканци | 620 (4,1%)     | 1.933 (10,6%)  |
| Укупно            | 15.217         | 18.164         |